# هنري لوزانو
هنري لوزانو (بالإنجليزية: Henry Lozano)‏ هو سياسي أمريكي، ولد في 24 أغسطس 1948 في أرتيسيا في الولايات المتحدة. حزبياً، نشط في الحزب الجمهوري.